# Gert Möbius
Gert Möbius (* 1943 in Illesheim) ist ein deutscher Autor und Drehbuchautor.

## Leben
Gert Möbius ist der Bruder von Peter Möbius (1941–2020) und Ralph Möbius (Rio Reiser, 1950–1996). Nach einer Kaufmannslehre studierte er Malerei und arbeitete an Theaterproduktionen mit seinen Brüdern. Er lebte als Hausbesetzer in Berlin-Kreuzberg und arbeitete als Manager für Ton Steine Scherben. Dann wurde er Drehbuchautor für Film- und Fernsehproduktionen und war Mitbegründer des Berliner Tempodroms.
Nach dem Tod von Rio Reiser 1996 baute er das „Rio Reiser Archiv“ auf. 2011 verkaufte er das Anwesen in Fresenhagen und ließ die sterblichen Überreste Reisers nach Berlin umbetten.

## Veröffentlichungen
- Halt dich an deiner Liebe fest. Rio Reiser. Aufbau Taschenbuch 2017, ISBN 978-3-7466-3347-3.
- Herausgeber: König von Deutschland. KiWi-Taschenbuch 2016, ISBN 978-3-462-04860-5.
- Interview mit Möbius in Was war links? Vierteilige Dokumentarreihe von Andreas Christoph Schmidt, Teil 4, Lärm und Gewalt. 2003, 4 × 60 Minuten.[5]

## Filmografie (Auswahl)
- 1983: Schwarzfahrer
- 1994: Polizeiruf 110: Bullerjahn
- 1996: Polizeiruf 110: Gefährliche Küsse